# Apomys datae
Apomys datae é uma espécie de roedor da família Muridae.
Apenas pode ser encontrada nas Filipinas.